# Calathea prolifera
Calathea prolifera är en strimbladsväxtart som först beskrevs av Vell., och fick sitt nu gällande namn av J.M.A.Braga. Calathea prolifera ingår i släktet Calathea och familjen strimbladsväxter. Inga underarter finns listade.